# Sender Freiburg-Schönberg

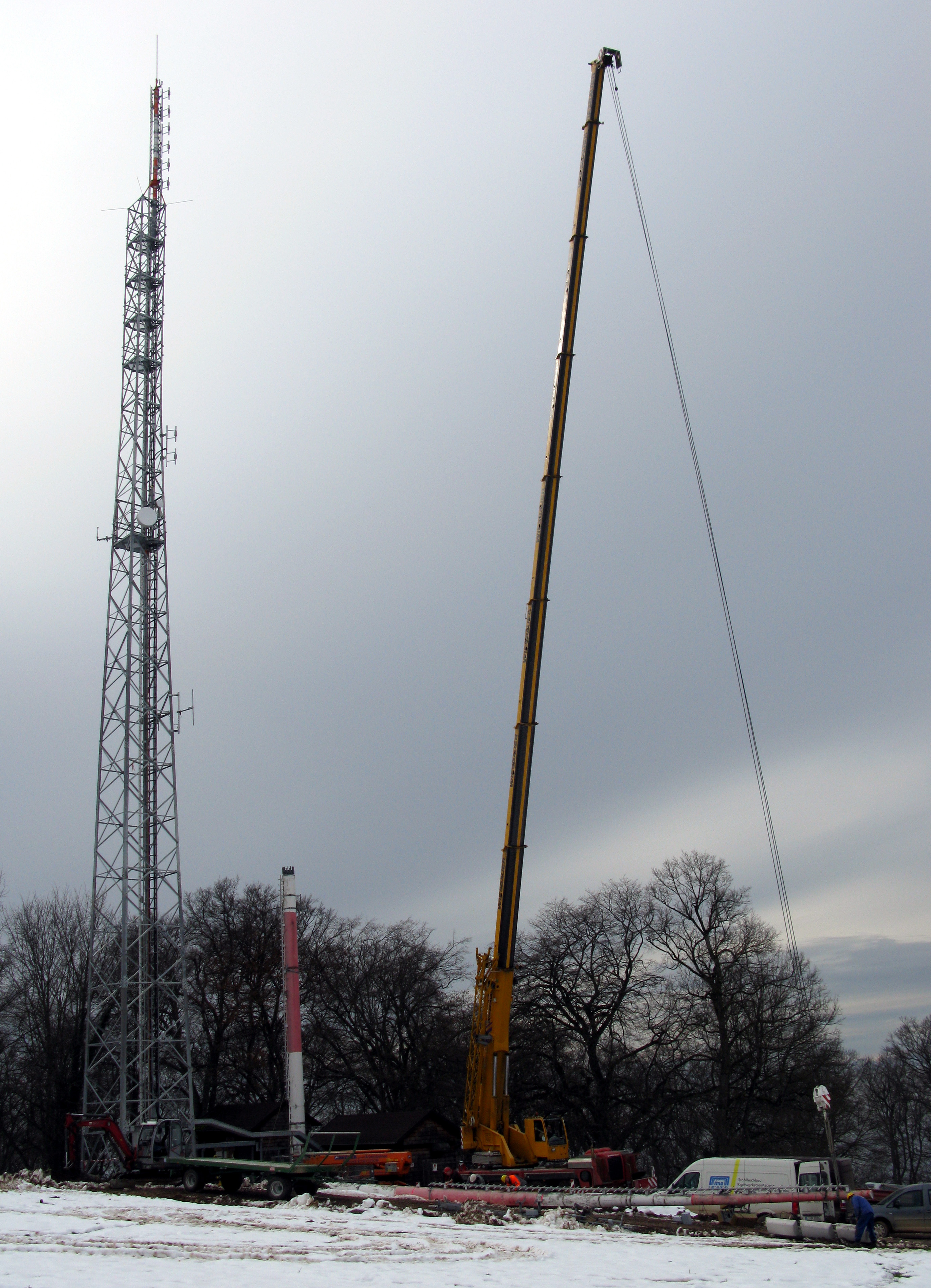
Links neuer Sendemast, daneben Reste des alten Rohrmastes

Der Sender Freiburg-Schönberg ist ein Grundnetzsender des Südwestrundfunks (ehedem Südwestfunk); er befindet sich auf dem Schönberg, einem 645 Meter hohen Berg auf der Gemarkung der Gemeinde Ebringen, südwestlich von Freiburg im Breisgau. Bis März 2013 diente als Antennenträger ein freistehender, 40 Meter hoher Rohrmast, seitdem ein 58 Meter hoher Stahlgittermast.
Von diesem Sender wurden früher analoge Fernsehprogramme für Freiburg und die nähere Umgebung ausgestrahlt. Die TV-Verbreitung wurde bei der Einführung von DVB-T im Jahr 2007 eingestellt, jedoch mit der Einführung von DVB-T2 am 8. November 2017 wieder aufgenommen.

## Frequenzen und Programme

### Digitales Radio (DAB)
DAB beziehungsweise der Nachfolgestandard DAB+ wird in vertikaler Polarisation und im Gleichwellenbetrieb mit anderen Sendern ausgestrahlt.
| Block                  | Programme (Datendienste) | ERP (kW)     | Antennen- diagramm rund (ND), gerichtet (D) | Polarisation horizontal (H)/ vertikal (V) | Gleichwellennetz (SFN) |
| ---------------------- | --- | ------------ | ------------------------------------------- | ----------------------------------------- | --- |
| 8D SWR BW S (D__00235) | DAB+ Block des SWR SWR1 BW (112 kbps) - SWR Kultur (128 kbps) - SWR3 (Rheinland bis Bodensee) (112 kbps) - SWR4 FN (Studio Friedrichshafen) (112 kbps) - SWR4 FR (Südbaden) (112 kbps) - SWR4 S (Studio Stuttgart) (112 kbps) - SWR4 TU (Studio Tübingen) (112 kbps) - SWR4 UL (Studio Ulm) (112 kbps) - SWR Aktuell (72 kbps) - DASDING (112 kbps) - EPG (24 kbps) - TPEG (16 kbps)                                                 | 5            | ND                                          | V                                         | Bad Urach (Hanner Felsen), Baiersbronn, Blauen, Brandenkopf, Bad Säckingen (Eggberg), Elzach Elztal, Eyachtal (Albstadt-Ebingen), Feldberg im Schwarzwald, Freiburg (Schönberg), Hornisgrinde, Raichberg, Reutlingen (Scheibengipfel), Riedlingen (Reifersberg), Schramberg, Rottweil (Deilingen), Schutterlindenberg, Sigmaringen (In der Talwiese), Ulm (Kuhberg), Villingen-Schwenningen (Marbach), Wannenberg, Witthoh |
| 11B OAS BW (D__00201)  | DAB+-Multiplex der ON AIR support GmbH: Antenna BW (72 kbps) - Antenne 1 (72 kbps) - baden.fm (72 kbps) - bigFM (72 kbps) - Die Neue 107.7 (72 kbps) - die neue welle (72 kbps) - Energy Stuttgart (72 kbps) - Donau 3 FM (72 kbps) - egoFM (72 kbps) - Hitradio Ohr (72 kbps) - Radio 7 (72 kbps) - Radio Regenbogen (72 kbps) - Rock FM (72 kbps) - Das Neue Radio Seefunk (72 kbps) - Radio Teddy (72 kbps) - Radio Ton (72 kbps) | 10 (max. 10) | D                                           | V                                         | Aalen, Alpirsbach, Bad Mergentheim (Löffelstelzen), Bad Urach (Hanner Felsen), Baden-Baden (Merkur), Baiersbronn, Blauen, Brandenkopf, Donaueschingen, Freiburg (Schönberg), Forbach, Geislingen (Oberböhringen), Heidelberg (Königstuhl), Heilbronn (Schweinsberg), Hochrhein (Rickenbach), Hornisgrinde, Karlsruhe (Grünwettersbach), Blender, Kreuzwertheim, Lahr (Schutterlindenberg), Langenburg, Mudau, Pfänder, Langenbrand, Raichberg, Ravensburg (Höchsten), Reutlingen (Scheibengipfel), Schramberg/Sulgen-Süd, Stuttgart (Frauenkopf), Witthoh, Ulm (Kuhberg) |

### Digitales Fernsehen (DVB-T2)
Im Zuge der Einführung von DVB-T2 am 8. November 2017 wurde die Ausstrahlung von TV-Programmen am Sender Freiburg-Schönberg wieder aufgenommen.
| Kanal | Frequenz (MHz) | Paket        | Programme im Ensemble                                                                            | ERP (kW) | Polarisation horizontal (H) / vertikal (V) | Antennendiagramm rund (ND)/ gerichtet (D) | Weitere Sender im Gleichwellennetz (SFN)                   |
| ----- | -------------- | ------------ | ------------------------------------------------------------------------------------------------ | -------- | ------------------------------------------ | ----------------------------------------- | ---------------------------------------------------------- |
| 36    | 594            | ARD          | Das Erste HD, tagesschau 24 HD, arte HD, Phoenix HD, ONE HD                                      | 5        | V                                          | D (Hauptstrahlrichtung 20°)               | Fernmeldeturm Vogtsburg-Totenkopf                          |
| 33    | 570            | ZDF          | ZDF HD, 3sat HD, zdf_neo HD, zdf_info HD, KIKA HD                                                | 5        | V                                          | D (Hauptstrahlrichtung 20°)               | Fernmeldeturm Vogtsburg-Totenkopf, Baden-Baden Fremersberg |
| 39    | 618            | ARD/Dritte   | SWR BW HD, SWR RP HD, BR Süd HD, hr HD, WDR Köln HD                                              | 5        | V                                          | D (Hauptstrahlrichtung 20°)               | Fernmeldeturm Vogtsburg-Totenkopf, Baden-Baden Fremersberg |
| 28    | 530            | freenet TV 1 | RTLHD, VOX HD, SUPER RTL HD, RTL II HD, n-tv HD, RTL NITRO HD, Tele 5 HD                         | 2        | V                                          | D (Hauptstrahlrichtung 20°)               | Fernmeldeturm Vogtsburg-Totenkopf                          |
| 42    | 642            | freenet TV 2 | SAT.1 HD, ProSieben HD, kabel eins HD, SIXX HD, Pro7 MAXX HD, SAT.1 Gold HD, Sport1 HD           | 2        | V                                          | D (Hauptstrahlrichtung 20°)               | Fernmeldeturm Vogtsburg-Totenkopf                          |
| 29    | 538            | freenet TV 3 | DisneyChannel HD, N24 HD, DMAX HD, EUROSPORT 1 HD, nickelodeon HD, QVC HD, HSE24 HD, bibel.TV HD | 2        | V                                          | D (Hauptstrahlrichtung 20°)               | Fernmeldeturm Vogtsburg-Totenkopf                          |

- Die Polarisation der DVB-T2-Signale unterscheidet sich von der der im Gleichwellennetz betriebenen Sender Fernmeldeturm Vogtsburg-Totenkopf und Baden-Baden Fremersberg.

### Analoges Fernsehen (PAL)
Vor der Umstellung auf DVB-T diente der Sendestandort weiterhin für analoges Fernsehen:
| Kanal | Frequenz (MHz) | Programm                        | ERP (kW) | Sendediagramm rund (ND)/ gerichtet (D) | Polarisation horizontal (H)/ vertikal (V) |
| ----- | -------------- | ------------------------------- | -------- | -------------------------------------- | ----------------------------------------- |
| 51    | 711,25         | Das Erste (SWR)                 | 2        | D                                      | H                                         |
| 35    | 583,25         | ZDF                             | 0,01     | D                                      | H                                         |
| 39    | 615,25         | SWR Fernsehen Baden-Württemberg | 0,01     | D                                      | H                                         |